# Neottia taizanensis
Neottia taizanensis là một loài thực vật có hoa trong họ Lan. Loài này được (Fukuy.) Szlach. mô tả khoa học đầu tiên năm 1995.